# Фуга

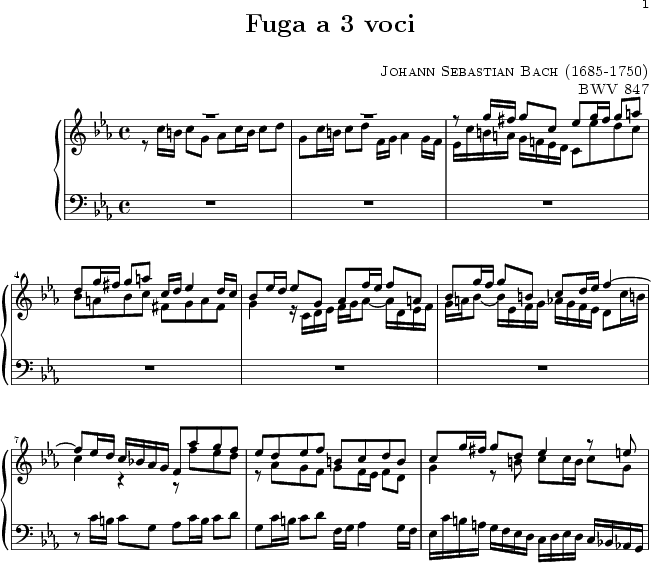
Экспозиция фуги до минор из первого тома «Хорошо темперированного клавира» И. С. Баха

Фу́га (лат. fuga «бег» от лат. fugere «бежать», «убегать») — композиционная техника и форма полифонической музыки, где общая мелодическая линия многоголосного произведения «перебегает» из одного его голоса в другой. В классической однотемной фуге несколько голосов, каждый из которых повторяет (имитирует) заданную тему.

## Строение

### Тема
Вся фуга строится вокруг короткой мелодии — «темы». Диапазон темы обычно не превышает октавы. Тема не должна быть длинной, чтобы её можно было легко запомнить и узнавать в течение всей фуги. Длинная тема возможна только в том случае, когда она имеет характер секвенции. Для темы достаточно 3, 4 или 6 тактов, в зависимости от темпа. В скором темпе возможна тема и в восемь тактов. Начальным звуком темы обычно служит I или V ступень лада — один из звуков, наиболее ясно определяющих тональность произведения. Тема может не иметь ярко выраженного завершения; иногда же она заканчивается четким кадансом в основной или доминантовой тональности. Характерной можно назвать ту тему, которая запоминается своеобразным сопоставлением интервалов и разнообразным, но не пёстрым ритмом. В простой фуге тема должна быть одноголосной. Мелодической теме часто бывает свойственна так называемая «скрытая полифония». Это явление выражается в том, что между отдельными звуками темы возникает мелодическая связь на расстоянии. Линия одного голоса как бы разделяется на две или три мелодические линии. Это осуществляется в результате скачков либо с возвращением к исходному звуку, либо разделяющих мелодически близкие друг к другу звуки.

### Структура
Фуга состоит из трёх разделов: экспозиционного, развивающего и завершающего. 
Экспозиция (лат. показ) содержит первоначальное изложение темы последовательно во всех голосах. Иногда используются дополнительные проведения, которые могут образовать и контроэкспозицию (дополнительные проведения темы по всем голосам). Мелодические построения между проведениями называются интермедиями. Они используются во всех частях фуги, в экспозиции же интермедия чаще всего используется между вторым и третьим проведением темы. Классическая экспозиция фуги заканчивается модуляцией и каденцией в параллельной тональности.
Развивающий раздел начинается с проведения темы в новой тональности. Строение этой части не типично, поэтому можно выделить лишь общие закономерности её структуры. Темы в развивающей части фуги чаще всего проводятся по тональностям первой степени родства, хотя и возможны отклонения в далекие тональности. Большее значение приобретают интермедии (они играют важную роль во всей форме фуги — могут придавать черты других форм, например, сонатной или рондообразной). Широко используются тематические преобразования: обращение и ракоход темы, её увеличение или уменьшение.
Завершающий раздел обычно начинается с проведения темы в главной тональности и может не выходить за её рамки, но иногда используется и доминантовая тональность. Нередко важное значение приобретает субдоминантовая тональность, с которой может даже начаться реприза. По размеру чаще всего короче экспозиции, но не ограничивается одним проведением. Кодой называется заключительное повторение темы, возникающее после заключительного каданса в главной тональности. В заключительной части все голоса звучат сразу.
Пример тонального плана трёхголосной барочной фуги
| !       | Экспозиция | Экспозиция       | Экспозиция  | Экспозиция | Экспозиция                    |                     | Развивающий раздел 1 часть | Развивающий раздел 1 часть           |                     | 2я часть     |                     | Завершающий раздел | Завершающий раздел    |         |
|         | Тоника (Т) | Доминанта (D)    |             | T          | (D-дополнительное проведение) |                     | Параллельный мажор/минор   | Доминанта к параллельной тональности |                     | Субдоминанта |                     | T                  | T                     |         |
| Сопр.   | Тема       | Противосложение1 | K O Д E T A | ПС²        | О                             | И Н Т Е Р М E Д И Я | ПС1                        | ПС²                                  | И Н Т Е Р М E Д И Я | Т            | И Н Т Е Р М E Д И Я | ПС1                | Свободный контрапункт | К O Д A |
| Баритон |            | Ответ            | K O Д E T A | ПС1        | ПС²                           | И Н Т Е Р М E Д И Я | Т                          | ПС1                                  | И Н Т Е Р М E Д И Я | ПС²          | И Н Т Е Р М E Д И Я | Т                  | ПС1                   | К O Д A |
| Бас     |            |                  | K O Д E T A | Т          | ПС1                           | И Н Т Е Р М E Д И Я | ПС²                        | О                                    | И Н Т Е Р М E Д И Я | ПС1          | И Н Т Е Р М E Д И Я | ПС²                | Т                     | К O Д A |

### Количество голосов
В фуге обычно бывает от двух до пяти голосов (возможно и большее количество, если композитор обладает отточенным мастерством).

#### Четырёхголосная фуга
Чаще всего композиторами использовалась четырёхголосная фуга. 1-я часть начинается темой в одном из голосов. По окончании темы вступает другой голос, ответ, исполняя тему в другой тональности, чаще всего в доминантовой (другие тональности используются значительно реже). Ответ может вступить в момент окончания темы, сразу после окончания темы и через некоторое время после окончания. В последнем случае присутствует небольшая мелодическая связка между окончанием темы и началом противосложения — кодетта. Тема в основной тональности называется вождём (лат. dux), тема в тональности квинтой выше, или ответ, — спутником (лат. comes). Голос, начавший фугу вождём, продолжает двигаться в то время, когда другой голос берёт спутника. Контрапункт, исполняемый первым голосом во время спутника, называется противосложением, которое часто пишется в двойном контрапункте, имея в виду в продолжении фуги помещать противосложение то ниже, то выше темы. Противосложение должно ритмически отличаться от темы, чтобы давать последней рельеф. После вступления вождя и спутника оба голоса исполняют небольшую двухголосную интермедию в ритмическом характере предыдущих тактов. После этой двухголосной интермедии или промежуточного предложения в два или четыре такта вступает третий голос, исполняющий вождя, а затем четвёртый голос, исполняющий спутника на фоне трёх других контрапунктирующих голосов. После этого проведения темы по всем четырём голосам, называемого полным проведением, следует четырёхголосная постлюдия, или заключительное предложение, в тональности квинтой выше тональности вождя. Этим заканчивается первая часть Ф. Иногда появление темы в первой части бывает следующее: вождь, спутник, спутник, вождь. Такой порядок чередования называется инверсией. При этом между спутниками нет интермедии или же она бывает очень коротка. В этой части тема является только в основной тональности фуги и в тональности квинтой выше от главной. В других тональностях тема появляется во второй части. Если тема, прошедшая по всем голосам в первой части, появляется ещё в одном из четырёх голосов, то такой приём называется проведением сверх меры.
Во второй части тема проводится в разных тональностях, находящихся с главной тональностью в первой степени родства и очень редко — во второй. Иногда соблюдается квинтовое отношение между темой и её имитацией. Кроме того, в этой части прибегают к следующим приёмам:
- увеличение темы, когда каждая нота темы удлиняется вдвое;
- уменьшение темы, когда каждая нота темы укорачивается вдвое;
- обращение темы, когда каждый её интервал заменяется обратным по направлению (например, если тема шла на кварту вверх, секунду вниз, терцию вверх и т. д., то при новом приёме она пойдёт на кварту вниз, секунду вверх, терцию вниз и т. д.).

Между появлениями темы должны применяться интермедии. В этой же части применяется стретта. Вторая часть оканчивается органным пунктом на доминанте главной тональности. Над этим органным пунктом иногда берётся стретта из темы фуги.
Третья часть начинается темой в главной тональности. Она проводится по всем голосам в главной тональности, иногда является в тональности субдоминанты; чаще её проведение даётся в виде сжатой стретты. Фуга оканчивается органным пунктом на тонике. Во второй и третьей частях допускаются некоторые вольности относительно интервалов темы, а также укорачивание или удлинение первой ноты темы. Кроме того, она может менять место своего вступления; например, если тема вступала на сильной доле, то она может вступать на бывшей сильной доле или даже на слабой. Это тактовое перемещение называется in contrario tempore.
Точная имитация темы соблюдается в особенности в первой части фуги, но для большей мягкости в спутнике иногда делаются изменения.
Эти изменения, в самом начале или конце темы спутника, основаны на том, что ноты доминантового трезвучия тональности вождя заменяются нотами субдоминантового трезвучия тональности спутника; например, когда вождь начинается тоникой и вводным тоном (терцией доминантового трезвучия), то спутник берёт тонику новой тональности и её шестую ступень (терцию субдоминантового трезвучия). Когда вождь начинается с тоники и доминанты или прямо с доминанты, то спутник начинается с тоники новой тональности и субдоминанты или прямо с субдоминанты; затем следует возвращаться в спутнике к такому же чередованию ступеней, как в вожде. Когда вождь модулирует в конце темы в тональность доминанты, то спутник, приблизительно в том же месте, модулирует в тон субдоминанты тональности спутника. Фуга, в которой спутник является строгой имитацией вождя, называется реальной; если же спутник видоизменён сообразно вышеизложенным правилам, то фуга называется тональной.

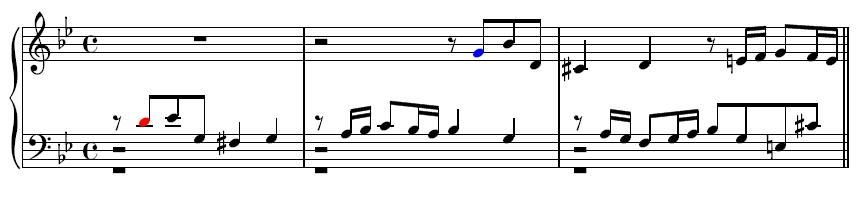
Пример тонального ответа из фуги соль минор из первого тома «Хорошо темперированного клавира» И. С. Баха (BWV 861) ([//upload.wikimedia.org/wikipedia/commons/9/9d/Comienzo_Fuga_en_Sol_menor.mid Послушать]).
Первая нота темы — ре (выделено красным) — находится на пятой ступени (доминанты). При реальном ответе она модулировала бы в ля (ступень двойной доминанты). В тональном же ответе она преобразуется в соль (ступень тоники — выделено синим).

Фрескобальди считается создателем правил тональной фуги.

#### Двух-, трёх-, пятиголосная фуга
Кроме четырёхголосных, существуют двухголосные фуги, в которых тема может быть длиннее применяемой в многоголосной фуге. Для удлинения двухголосной фуги в первой части, после интермедии, первый голос берёт спутника, а второй — вождя. В такой фуге большое значение имеют интермедии. Характер трёхголосной фуги легче четырёхголосной. Пятиголосная фуга пишется в медленном темпе и отличается гармонической полнотой. Такая фуга пишется для двух одинаковых голосов и трёх различных, например для двух сопрано, альта, тенора, баса, или для сопрано, альта, двух теноров и баса. В таких фугах тема обычно пишется в пределах сексты, во избежание перекрещивания голосов. Пятиголосное сложение обычно поддерживается не постоянно; периодически совершается переход к четырёх- и даже трёхголосному сложению. Бывают фуги и с числом голосов и больше пяти, например у Сарти. Многие фуги отступают от формы изложенной выше четырёхголосной фуги; например, в них нет разграничении частей, вторая часть находится в главной тональности, причём вследствие тональной монотонности прибегают к увеличению и уменьшению темы и т.Пп

### Варианты формы
Фуга бывает сопровождаемой, когда аккомпанемент или подкрепляет голоса фуги, или же идёт самостоятельно, поясняя её гармоническое содержание. Есть фуга с генерал-басом (basso continuo), который двигается самостоятельно, без темы фуги, не составляя её голоса. Фугированным хоралом называется фуга, в которой строфа хорала служит темой. Композиционный принцип хорала с фугой, или хоральной фуги, заключается в том, что аккомпанементом хоральной мелодии служит фуга, причём строфы хорала появляются не непосредственно одна за другой, а с большими промежутками. Если в фуге появляются гомофонные эпизоды, но всё же преобладает строгий фуговый стиль, то последняя называется свободной фугой. Эту форму не следует путать с фугато, которое представляет собой лишь отрывок фуги, появляющийся посреди какого-нибудь гомофонного сочинения как полифонический приём для обогащения композиционной фактуры данного произведения.
Фугетта — небольшая Ф., с проведением темы в первой части и с сильно сокращёнными второй и третьей частями. Если сочинение начинается фугой и расходится свободно в гомофонию, то такой приём называется фугированным сложением. Оно часто встречается в хорах ораторий Генделя. Фуга с двумя проведёнными темами называется двойной фугой. Такие две темы пишутся в двойном контрапункте в октаве для того, чтобы они могли применяться одновременно и менять свои места, то есть верхняя тема могла бы быть поставлена внизу, а нижняя — над ней. В двойной фуге в первой части проводится первая тема, во второй — вторая, в третьей части обе темы соединяются одновременно, причём каждая тема должна быть исполнена каждым из четырёх голосов. Такая форма двойной фуги встречается у И. С. Баха в Credo его торжественной мессы h-moll. Есть двойные фуги, в которых обе темы соединяются уже в первой части, например в Kyrie из «Реквиема» Моцарта. К разряду двойных фуг относится и такая, в которой противосложение к спутнику в первой части постоянно и точно сопровождает тему. Тройная фуга имеет три темы, четверная — четыре темы. Образчиком тройной фуги может служить Kyrie в мессе g-dur Баха. В этой фуге в первой части проводится первая тема, во второй — вторая и третья, а в третьей проводятся все три соединённые темы. Такие темы должны быть написаны в тройном контрапункте.
Фуги бывают инструментальные — для фортепиано, органа, оркестра — и вокальные. В последних принимается во внимание объём голосов. Вокальная фуга более сжата, чем инструментальная, в которой гораздо больше свободы.

## История
Термин «фуга» использовался уже в Средние века, но тогда им обозначался любой имитационный контрапункт (то есть произведение, в котором один голос время от времени повторяет другой), в том числе канон и другие типы произведений, которые впоследствии выделились в отдельные музыкальные формы. Техника фуги, какой мы знаем её сейчас, начала разрабатываться в XVI веке, как в вокальных, так и в инструментальных произведениях. Такая техника использовалась, например, в фантазиях, ричеркарах и канцонах.
Форма фуги выросла из техники имитации, когда один и тот же мотив повторяется несколько раз, начинаясь с разных нот. Изначально такой приём использовался при импровизации, но к середине XVI века этот приём стал использоваться в сочинении музыки. Композитор эпохи Ренессанса Палестрина, творивший в то время, писал мессы, используя тональный контрапункт и имитацию. Техника фуги стала основой и для формы мотета. Мотет отличался от фуги тем, что на каждую фразу текста в нём вводилась новая тема, в то время как в фуге темы (чаще всего это одна тема) вводятся в самом начале и проходят через всё произведение.

### Эпоха барокко
В музыке эпохи барокко фуга становится центральной формой. Фуги включались в музыкальные произведения самых различных жанров. Фуги писали Фрескобальди, Фробергер, Букстехуде; Гендель часто включал фуги в оратории. Клавирные сюиты часто завершались жигой, написанной в форме фуги. Во французских увертюрах после медленного вступления присутствовала быстрая часть в форме фуги. Вторая часть церковной сонаты обычно писалась в форме фуги (как, например, у Корелли).
В эпоху барокко наблюдался подъём интереса к теории музыки. Наиболее влиятельный учебный трактат в этой области был написан Иоганном Йозефом Фуксом — это «Gradus ad Parnassum» («Ступени к Парнасу»), опубликованный в 1725 г. Данный трактат объяснял особенности контрапункта и предлагал серию примеров для обучения технике фуги. Эта работа Фукса, в основу которой легли лучшие образцы тональных фуг Палестрины, оставалась влиятельной до XIX века. Гайдн, например, изучал контрапункт по своему конспекту трактата Фукса, считая его основой для формальных построений.
Иоганн Себастьян Бах считается величайшим сочинителем фуг. В течение жизни он часто участвовал в соревнованиях, где участникам предоставлялись темы, на которые они должны были немедленно сочинить и сыграть фуги (на органе или клавесине). Бах часто включал фуги в разные камерные произведения, например, известный Концерт для двух скрипок ре минор, BWV 1043, хотя и не контрапунктичен в целом, содержит экспозиционную часть в форме фуги.
Наиболее известными циклами фуг Баха являются «Хорошо темперированный клавир» и «Искусство фуги» для клавесина. «Искусство фуги» является циклом фуг (а также 4 канонов) на одну тему, которая постепенно преобразуется по ходу цикла. «Хорошо темперированный клавир» состоит из двух томов, написанных Бахом в разные периоды жизни. Каждый том содержит 24 прелюдии и фуги во всех мажорных и минорных тональностях. Кроме упомянутых произведений, Бах написал очень много отдельных фуг, а также включал элементы фуг в другие свои произведения.
Хотя Бах не был широко известным композитором при жизни, его влияние на музыку росло благодаря его сыну К. Ф. Э. Баху и теоретику Марпургу (1718—1795), написавшему учебный трактат «Abhandlung von der Fuge» («Руководство по фуге»), основанный на образцах полифонических произведений И. С. Баха.

### Классицизм
С приходом эпохи классицизма фуга перестала быть не только центральной музыкальной формой, но и вообще характерным жанром эпохи. Тем не менее, фуги писали многие великие композиторы этого времени, такие как Гайдн, Моцарт и Бетховен. У каждого из них был период творчества, когда они открывали для себя технику фуги и часто её использовали.
Впервые Гайдн использовал форму фуги в «Солнечных квартетах» (op. 20, 1772 г.): три из них оканчиваются фугами. Этот приём Гайдн впоследствии повторил в квартете Op. 50 № 4 (1787 г.). Хотя Гайдн не использовал форму фуги в других квартетах, после того как он услышал оратории Генделя во время поездок в Лондон (1791—1793 гг., 1794—1795 гг.), Гайдн изучил и использовал мастерскую технику Генделя, которую впоследствии применил в своих наиболее зрелых ораториях «Сотворение мира» и «Времена года».
Будучи в Риме, юный Моцарт изучал контрапункт у композитора падре Мартини. Однако наибольшее влияние на Моцарта в этой области оказал барон Готфрид ван Свитен, с которым Моцарт познакомился в Вене около 1782 года. Ван Свитен собрал большое количество рукописей Баха и Генделя во время дипломатической службы в Берлине. Он ознакомил Моцарта с этой своей коллекцией и предложил ему некоторые произведения из данной коллекции переложить для других составов инструментальных ансамблей. Моцарт был очень впечатлён этими произведениями и написал некоторое количество переложений фуг из «Хорошо темперированного клавира» Баха для струнного трио, написав прелюдии к ним самостоятельно. Впоследствии Моцарт написал несколько фуг, подражая произведениям эпохи барокко: это, например, фуги для струнного квартета, K 405 (1782 г.) и фуга до минор для двух фортепиано, K 426 (1783 г.). Позже Моцарт использовал форму фуги в финале 41 симфонии и в опере «Волшебная флейта». Несколько частей его Реквиема также содержат фуги (Kyrie и три фуги в Domine Jesu); он также оставил набросок фуги, которая должна была завершать произведение.

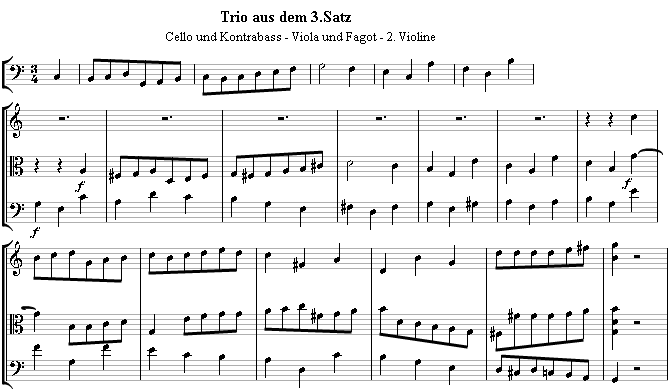
Фугато из пятой симфонии Бетховена

Бетховен был знаком с фугами с детства. Игра прелюдий и фуг из «Хорошо темперированного клавира» была важной частью его музыкального обучения. В начале своей карьеры в Вене Бетховен привлёк внимание исполнением этих фуг. Форма фуги встречается в ранних фортепианных сонатах Бетховена, во 2, 3 и 4 частях Героической симфонии (1805 г.), в 3 части пятой симфонии (1808 г.). Тем не менее, фуга не играла заметной роли в творчестве Бетховена до позднего периода. Фуги образуют разработку последней части фортепианной сонаты op. 101 (1816 г.), а также финалы фортепианных сонат № 29, op. 106 (1818 г.), № 31, op. 110 (1821 г.) и струнного квартета № 13 (1825 г.); фуга из последнего произведения впоследствии была опубликована отдельно («Grosse Fuge», «Большая фуга»). Последняя фортепианная соната Бетховена № 32, op. 111 (1822 г.) содержит текстуру фуги в первой части, написанной в сонатной форме. Элементы фуг также встречаются в произведении «Missa Solemnis» и в финале Девятой симфонии.
В целом можно сказать, что композиторы эпохи классицизма обращались к форме фуги, но использовали её в основном внутри других музыкальных форм. Характерной чертой также является то, что фуга не занимала всё произведение: его финал почти всегда оставался гомофонно-гармоническим.

### Романтизм
К началу эпохи романтизма фуга стала прочно ассоциироваться с музыкой эпохи барокко. Однако сочинение фуг оставалось важной частью музыкального образования в XIX веке, особенно после публикации собраний сочинений Баха и Генделя. Интерес к музыке этих композиторов возродился.
Примеры использования формы фуги в эру романтизма можно найти в последней части «Фантастической симфонии» Берлиоза или в увертюре к «Нюрнбергским мейстерзингерам» Вагнера. Финал оперы Верди «Фальстаф» написан в форме десятиголосной фуги. Включали в свои произведения фуги и такие композиторы, как Шуман, Мендельсон и Брамс. Финальная часть фортепианного квинтета Шумана является двойной фугой, а произведения op. 126, 72 и 60 являются фугами для фортепиано (фуга op. 60 основана на теме BACH). Фугами заканчиваются «Вариации и фуга на тему Генделя» и соната для виолончели № 1 Брамса. Рихард Штраус включил фугу в своё произведение «Так говорил Заратустра» для подчёркивания высокой интеллектуальной ценности науки. Глазунов написал очень сложную Прелюдию и фугу ре минор (op. 62) для фортепиано. Также немаловажное место занимает жанр фуги и в творчестве французского композитора Шарля Валантена Алькана. Ему принадлежат две фуги «Жан, который плачет» ми минор и «Жан, который смеётся» до мажор, на тему «Арии с шампанским» Моцарта из оперы «Дон Жуан». Также, Алькану принадлежит полифонический цикл «Жига и ария для балета в старинном стиле» op.24, где ля-минорная жига является своеобразной виртуозной прелюдией с элементами фугетты, а ре-минорная ария — своеобразной октавной полифонической фугой в форме рондо. Впервые этот цикл ещё при жизни Алькана был исполнен ученицей Листа Полиной Виардо. Также, Алькан иногда включал фугу и в другие жанры — эскиз ля минор op.63-6 «Фугетта», прелюдию ля минор op.31-10 «В стиле фуги» и даже написал этюд до-диез мажор «Contrapunctus» op.35-9 из цикла «12 этюдов во всех мажорных тональностях», в форме трёхчастной фуги, где крайние части — это своеобразная октавная контрапунктическая фуга, подобно «Арии для балета» op.24, а средняя фа-диез-мажорная часть — это канон двойными нотами. Также, фуга ля минор есть и в творчестве Фредерика Шопена.

### XX век
Макс Регер, композитор эпохи позднего романтизма, проявил наибольший интерес к фуге из всех своих современников. Многие его органные произведения содержат фуги или являются таковыми. Два наиболее часто исполняемых произведения Регера, вариации на тему Гиллера и вариации на тему Моцарта, заканчиваются фугами для оркестра.
Форму фуги использовали и другие композиторы XX столетия. Произведение Белы Бартока «Музыка для струнных, ударных и челесты» открывается фугой, в которой основным структурным интервалом является тритон, а не обычная квинта. Фуги встречаются и в заключительных частях его струнного квартета № 1, струнного квартета № 5, концерта для оркестра и фортепианного концерта № 3. Вторая часть сонаты для скрипки соло также написана в форме фуги. Чешский композитор Яромир Вейнбергер обучался искусству писать фуги у Макса Регера. Этот композитор обладал необычайным талантом и способностями к написанию фуг; превосходным примером его творчества может служить «Полька и фуга» из его оперы «Волынщик Шванда».
Включал фуги в свои произведения и Игорь Стравинский, например, в «Симфонии псалмов» и концерте ми-бемоль мажор. Последняя часть известной сонаты для фортепиано Барбера является «модернизированной» фугой, в которой тема фуги развивается в разных контрапунктических ситуациях. Практику написания циклов фуг по образу баховского «Хорошо темперированного клавира» продолжили Пауль Хиндемит в произведении «Ludus Tonalis», Кайхосру Сорабджи в некоторых произведениях, включая «Opus clavicembalisticum», и Дмитрий Шостакович в «24 прелюдиях и фугах». Фуга для оркестра встречается в произведении Бриттена «Путеводитель по оркестру для юношества»: здесь все проведения темы выполняются разными инструментами. Фуга встречается в «Вестсайдской истории» Леонарда Бернстайна, а Франк Лёссер включил «Фугу хвастунов» в мюзикл «Парни и куколки». В форме фуги написана первая часть Симфонии № 3 Тихона Хренникова. Джазовый музыкант Алек Темплтон написал фугу «Бах идёт в город», позднее записанную Бенни Гудманом. Несколько фуг в стиле Nuevo tango написал Астор Пьяццолла. Дьёрдь Лигети включил фугу в свой реквием (1966 г.): это пятичастная фуга, каждая часть которой последовательно делится на 4 голоса, образующие канон. Среди композиторов XX века, наиболее часто обращавшихся к фуге, следует отметить американца Алана Хованесса. При этом его фуги зачастую окрашены ярким восточным колоритом.
В XX веке композиторы развили направления, заданные «Большими фугами» Бетховена; использовался «свободный контрапункт» и «диссонансный контрапункт». Техника написания фуги, описанная Марпургом, стала частью теоретической основы двенадцатитоновой техники Шёнберга.